# Global Infrastructure Partners
Global Infrastructure Partners (GIP) è un fondo di investimenti in infrastrutture nato nel 2006 che opera sia con equity che in investimenti in debito selezionati.
Ha sede a New York e i suoi investimenti di equity riguardano infrastrutture nel settore energetico, dei trasporti, della gestione delle acque e dei rifiuti.
Presidente e fondatore del Gip è un avvocato nigeriano naturalizzato statunitense, Adebayo Ogunlesi.

## Investimenti
Ad aprile 2019 questi gli investimenti effettuati:
- Competitive Power Ventures
- Aeroporto di Edimburgo
- Equis Energy
- Freeport LNG
- Gas Natural SGD, S.A.
- Aeroporto di Londra-Gatwick
- Gode Wind 1
- Guacolda Energia
- Hess Infrastructure Partners
- Italo - Nuovo Trasporto Viaggiatori
- Medallion Gathering & Processing
- Pacific National
- Porto di Melbourne
- Saeta Yield/Bow Power
- Terminal Investment Limited